# 自由之家
自由之家（英語：Freedom House）是一家总部位于美国华盛顿哥伦比亚特区的非营利机构，主要进行维护民主、保护人权、推廣政治自由、保护言论自由等多方面的研究和倡议。自由之家的宗旨是“为全世界的民主和自由发出明确声音與譴責独裁专制的国家”。
自由之家自1973年开始所发布的《全球自由度报告》评估了全球所有国家和地区的政治自由和公民自由程度，经常大量的被新闻媒体、记者、政治学家及政策制定者所引用與参考；《華盛頓郵報》報導，自由之家被認為是最具權威性的，常常在各种外交政策討論中被引用。而自由之家的《新闻自由度报告》和《网络自由度报告》则监督对记者的审查、恐吓和暴力，以及公众获取信息的机会；这是自由之家其他报告中的典范。

## 历史
自由之家成立于1941年10月31日。:293 其创始人包括埃莉诺·罗斯福、温德尔·威尔基、菲奥雷洛·亨利·拉瓜迪亚市长、伊丽莎白·卡特·莫罗、多萝西·汤普森、乔治·菲尔德（George Field）、赫伯特·阿加尔、赫伯特·斯沃普、拉尔夫·本奇、乔治·巴里·福特神父、罗斯科·德拉蒙德和雷克斯·斯托特。直至1967年宣布退休之前，乔治·菲尔德一直担任自由之家的执行董事。
根据自由之家网站的描述，“自由之家是美国历史最悠久的致力于支持和捍卫世界各地民主的组织。它于1941年在纽约正式成立，旨在推动美国参与第二次世界大战和反法西斯主义的斗争。”事实上，当时美国已经有好几个团体在积极支持美国参战；而等到1941年初秋，这些组织的活动开始重叠，因此争取自由委员会（Fight for Freedom Committee）开始寻求大规模合并的可能。乔治·菲尔德随后构想了让所有团体在一个屋檐下——自由之家——却保持各自独立身份的想法，以促进自由原则的具体应用。:292
自由之家在纽约市的一栋建筑内得以实体的形式出现，这也代表了该组织的最初目标。1942年1月22日，位于东51街32号的一处改建住宅作为中心开放，“所有热爱自由的人都可以在这里聚会、策划他们的项目并互相鼓励”。:293 作为盟军的礼物，这座拥有19个房间的建筑还包括一套广播设施。1944年1月，自由之家搬迁至西54街5号；这里原本是罗伯特·雷曼的旧居，后被他借给自由之家。
自由之家赞助了当时一些有影响力的广播节目，例如《自由之声（The Voice of Freedom）》和《我们的秘密武器》等。后者是一档CBS电台系列节目，其内容旨在对抗轴心国短波广播的政治宣传。时任作家战争委员会主席兼自由之家代表的雷克斯·斯托特会在该节目上反驳每周最有趣的谎言；而该节目由CBS新闻创始人保罗·怀特担任制作人。:305:529
到1944年11月的时候，自由之家计划募集资金购买下一栋建筑物，以当时刚刚离世的温德尔·威尔基名字命名。1945年，自由之家买下了一栋位于西40街20号的雅致建筑作为该组织的总部所在地；该栋大楼被命名为威尔基纪念大楼。
第二次世界大战结束后，正如其网站所述，“自由之家开始与20世纪的另一个极权主义威胁——共产主义作斗争……该组织的领导层坚信民主的传播将是对抗极权主义意识形态的最佳武器。”自由之家支持马歇尔计划和北大西洋公约组织的建立；同时它也支持约翰逊政府的越南战争政策。
自由之家强烈批评麦卡锡主义。在1950年代和1960年代，自由之家支持当时的美国民权运动，其领导层包括几位知名的民权活动家；但同时它也批评马丁·路德·金等民权领袖们的反战倡议。它支持安德烈·萨哈罗夫及其他的苏联不同政见者，同时它也支持波兰的团结工会运动。自由之家协助后共产主义社会建立独立媒体、非政府智库及选举政治核心机构。
自由之家将自己描述为“为全球民主和自由发出明确声音”，它声称自己：
|  | 曾大力反对中美洲和智利的独裁、南非的种族隔离、对布拉格之春的镇压、苏联在阿富汗的战争、波斯尼亚和卢旺达的种族灭绝以及古巴、缅甸、中华人民共和国和伊拉克等国家的残酷镇压人权行动。它支持民主活动家、宗教信徒、工会成员、记者和自由市场支持者的权利。 |

1967年，自由之家吸收了几年前由爱德华·默罗所创建的美国图书（Books USA），并将其作为与和平队和美国新闻署的合资企业。
自2001年以来，自由之家一直支持参与挑战塞尔维亚、乌克兰、吉尔吉斯斯坦、埃及、突尼斯和其他地方现有政权的公民。该组织指出，“从南非到约旦，从吉尔吉斯斯坦到印度尼西亚，自由之家与区域活动家们合作以支持公民社会；并致力于支持妇女权利、为酷刑受害者伸张正义、为记者和言论自由倡导者辩护，及协助那些在充满挑战的政治环境中努力促进人权的人们。”然而，对于拉丁美洲国家，其替代分类产生的结果与自由之家的其他结果截然不同。
2001年，自由之家的收入还只有1,100万美元，但却在2006年激增至超2,600万美元。增长资金的大部分来源是由于美国联邦政府所提供资金的增加，这部分资金从1,200万美元增加至2,000万美元。美国联邦政府资金在2007年降至1,000万美元，但仍占自由之家总收入的80%左右。截至2010年，美国政府的拨款占据了自由之家的大部分；不过这些拨款并非由政府指定用途，而是通过竞争程序进行分配。
2019年12月2日，中華人民共和國外交部发言人华春莹宣佈，因美方不顾中方坚决反对，执意将所谓“香港人权与民主法案”签署成法，这严重违反国际法和国际关系基本准则，严重干涉中国内政，中方已就此表明坚决态度。针对美方无理行为，中国政府决定自即日起暂停审批美军舰机赴港休整的申请，同时对包括“自由之家”在內等5個在香港修例风波中表现恶劣的非政府组织实施制裁。中方敦促美方纠正错误，停止任何插手香港事务、干涉中国内政的言行，中方将根据形势发展采取进一步必要行动，坚定捍卫香港稳定繁荣，坚定捍卫中国主权、安全、发展利益。
2020年8月10日，中華人民共和國外交部發言人趙立堅宣佈，針對美國實施對中國及香港11名官員的制裁，中國宣佈反制裁美國11名人士，其中1人為“自由之家”總裁邁克爾·J·阿布拉莫維茨。
2025年2月，美国总统特朗普宣布冻结部分对外援助，其中自由之家的有关计划被迫暂停。

## 机构组织

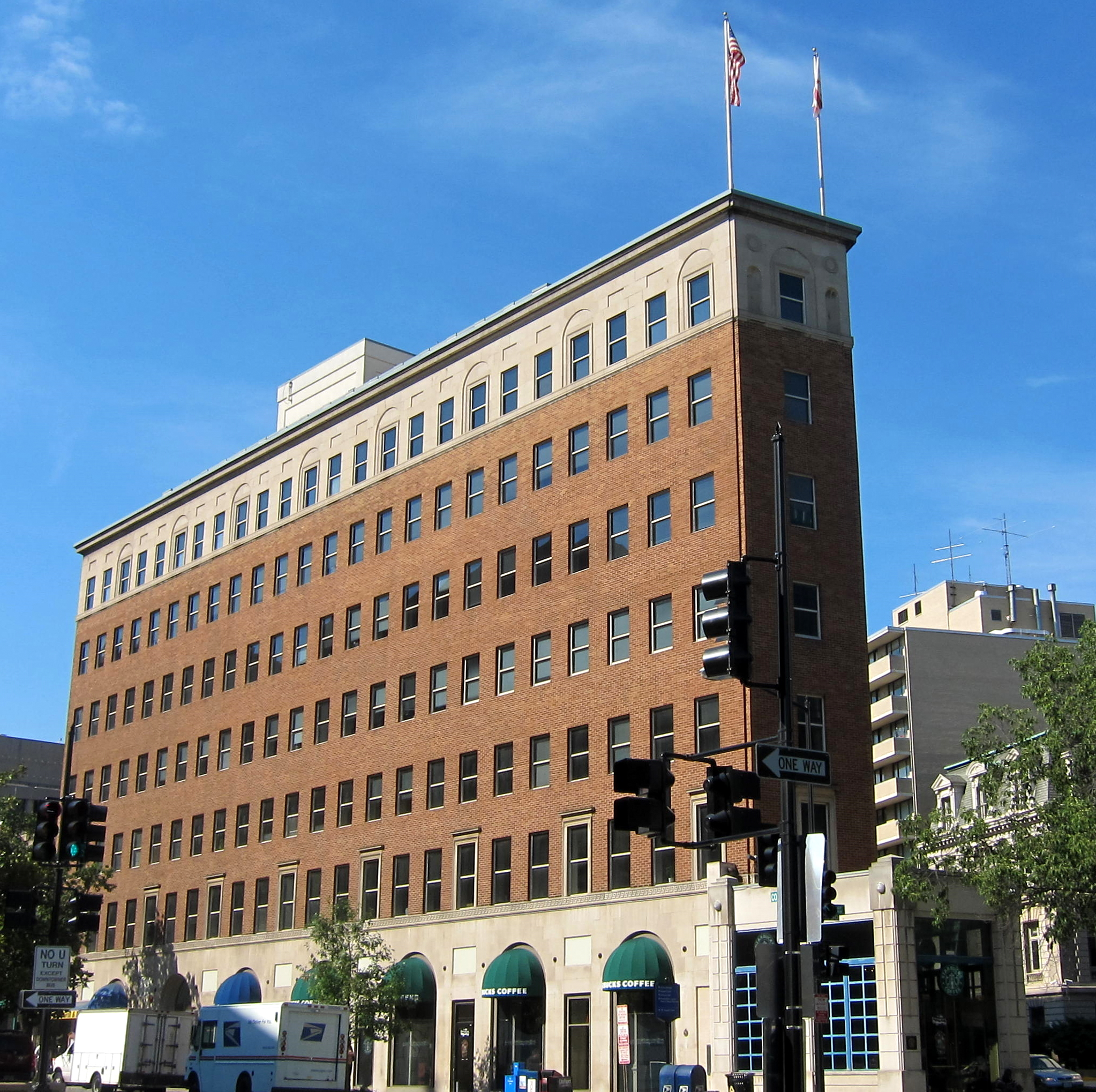
自由之家总部所在大楼
（美国华盛顿特区杜邦圆环）

自由之家是个非营利机构，在全球拥有大约150名员工。其总部位于美国的华盛顿特区，但它在乌克兰、匈牙利、塞尔维亚、约旦、墨西哥及中亚地区等十几个国家设有驻地办事处。
根据自由之家的说明，其“董事会由杰出的商界和劳工领袖、前外交官、高级政府官员、学者和记者组成”；并且所有董事会成员都是美国公民。现任董事会成员包括高丽·亚美莉（前外交官）、陈富洋（记者）、迈克尔·切尔托夫（前国土安全部长）、玛西娅·法尔科（药物滥用预防与治疗专家）、弗朗西斯·福山（经济学家）、妮娜·雅格布森（影视公司高管）等。而曾担任过该组织的前任董事还有兹比格涅夫·布热津斯基、珍妮·柯克帕特里克、P·J·欧鲁克、塞缪尔·P·亨廷顿、唐纳德·拉姆斯菲尔德、保罗·沃尔福威茨和史提夫·福布斯等人。

### 机构资金
根据自由之家2016年财务报表显示，美国政府拨款约占自由之家总收入的86%。下表显示了2016年度资助了自由之家的组织和实体。
| 资助组织或实体 | 资助金额 （单位：美元） | 资助占比 |
| -------------- | ----------------------- | -------- |
| 美国政府       | 24,813,164              | 85.5%    |
| 国际公共机构   | 2,266,949               | 7.8%     |
| 公司或基金会   | 1,113,262               | 3.8%     |
| 个人捐助       | 1,113,262               | 2.8%     |

而在其后披露的2017年度财务报表中，该组织从美国政府获得了29,502,776美元，占当年总收入的90%。2018年，美国政府向自由之家提供了35,206,355美元，占其年收入的88%。

## 主要报告

### 全球自由度报告

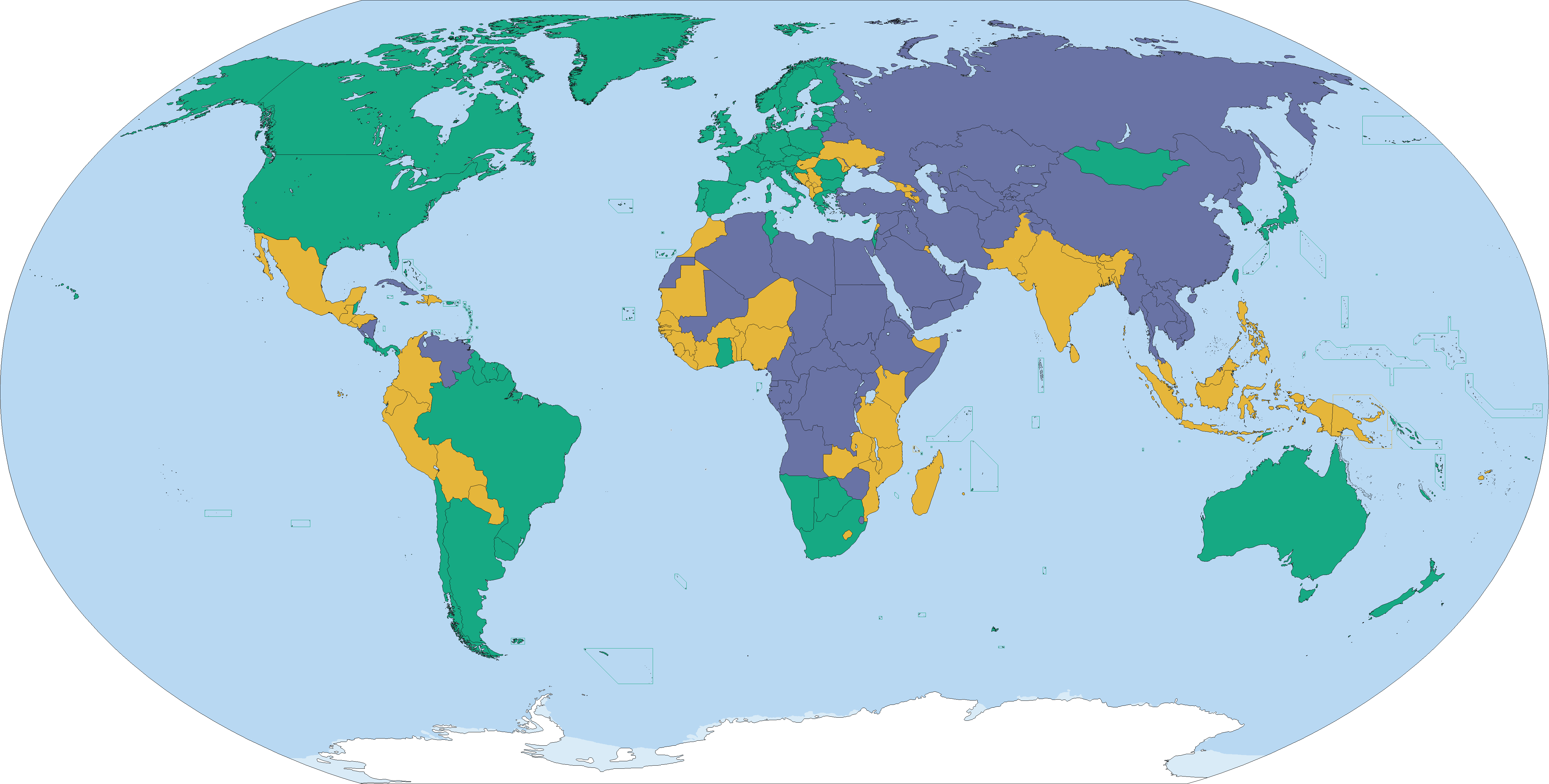
依据自由之家《2021年全球自由报告》制作的2020年度全球各国的自由状况分类图。
自由
部分自由
不自由

自1972年以来，自由之家每年都会发布《全球自由度报告》的调查研究，内容涉及全世界各国的民主自由程度。通过该报告，它评估当前状况下公民权利和政治权利的分数，从1分（最自由）到7分（最不自由）。政治自由和公民自由的平均值在1.0到2.5之间的国家被认为是“自由”；值在3.0到5.5之间的状态被认为是“部分自由”；值在5.5到7.0之间的状态被认为是“不自由”。这些报告经常被新聞媒體、記者和政治学家在做研究时引用，而该份报告中涉及的排名与政治学家们所使用的其他几份民主评级数据高度重合。